# Ухерске Храдище (окръг)
Окръг Ухерске Храдище (на чешки: Okres Uherské Hradiště) се намира в Злински край, Чехия. Площта му е 991,37 km2, а населението му – 143 129 души (2014). Административен център е едноименният град Ухерске Храдище. В окръга има 78 населени места, от които 7 града и 3 места без право на самоуправление.

## География
Разположен е в югозападната част на края. Граничи с окръзите Кромержиж и Злин на Злинския край, на югозапад – с окръг Ходонин на Южноморавски край, а на югоизток е държавната граница със Словакия.

## Градове и население
| Град            | Население |
| --------------- | --------- |
| Ухерске Храдище | 25 943    |
| Ухерски Брод    | 17 189    |
| Старе Место     | 6925      |
| Куновице        | 5568      |
| Бойковице       | 4569      |
| Ухерски Острох  | 4500      |
| Хлук            | 4440      |